# Basílica de Nuestra Señora del Monte Bandra
La Basílica de Nuestra Señora del Monte Bandra, conocida coloquialmente en inglés como Mt Bandra y Mount St Mary Church, es una basílica de la Iglesia católica en India, ubicada en el barrio de Bandra de Bombay (India).
La fiesta de la Natividad de Santa María, también conocida como Marymas o Bandra Fest, se celebra aquí el día 8 de septiembre, que es la ocasión del nacimiento de la virgen madre de Jesucristo. La fiesta anual es seguida por una feria o festival de una semana conocida en la región de Konkan como la "feria de Bandra", que es visitada por miles de turistas, peregrinos y devotos cada año.
El papa Pío XII concedió un decreto de coronación pontificia a su venerada imagen mariana el 21 de octubre de 1954, ambos firmados y notariados por el cardenal Giovanni Battista Montini de la Sagrada Congregación de Ritos. La imagen de la Virgen y el Niño fue coronada el 5 de diciembre de 1954 por el cardenal Valeriano Gracias.

## La basílica
La basílica se encuentra sobre una colina, a unos 80 metros sobre el nivel del mar, con vistas al mar Arábigo. Atrae lakhs de devotos y peregrinos anualmente. Muchos de los fieles dan fe de los poderes milagrosos de la Virgen María. El santuario atrae a personas de todas las religiones que rezan a la Virgen María para expresar su gratitud o solicitar favores. La iglesia fue allanada y destruida en 1738 durante la invasión Marata de Bassein, dirigida por Peshva Brahmin Chimaji Appa. Fue reconstruida en tiempos de la Bombay británica.
Durante la Feria de Bandra, todo el recinto se engalana con festones y banderines. Muchos montan puestos para vender artículos religiosos, gramos tostados, botanas y dulces. En los quioscos se venden figuras de cera de la Virgen María junto con una variedad de velas con forma de manos, pies y otras partes del cuerpo. Los enfermos y los que sufren eligen una vela o figura de cera que corresponda a su dolencia y la encienden en la iglesia, con la esperanza de que la Madre María atienda sus pedidos de ayuda.

## La estatua de la Virgen María

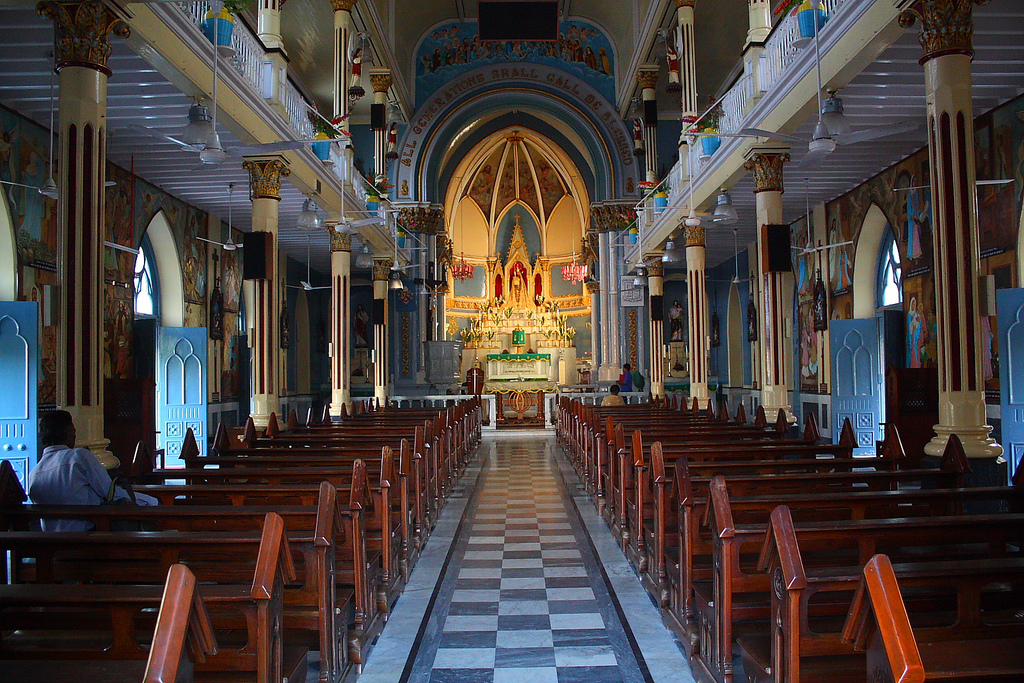
Vista interior de la Basílica

La estructura y el edificio actuales del santuario tienen solo 100 años y fueron reconstruidos en la Bombay británica. Pero la historia de la estatua actual de la Santa María se remonta al siglo XVI cuando los sacerdotes jesuitas la trajeron y construyeron una capilla en lo que entonces eran las Indias Orientales portuguesas. En 1700, los piratas árabes sunitas que asaltaban la zona se interesaron por el objeto dorado que sostenía en la mano. Profanaron la estatua cortándole la mano derecha.
En 1760, la iglesia fue reconstruida y la estatua fue sustituida por una estatua de Nuestra Señora de los Navegantes en la cercana iglesia de San Andrés. Cuenta la leyenda que un pescador cristiano de Koli soñó con la estatua flotando en el mar, y como estaba profetizado en el sueño, la estatua fue encontrada al día siguiente, flotando en el mar. Una carta anual jesuita fechada en 1669 y publicada en el libro St Andrew's Church, Bandra (1616 – 1966) respalda esta afirmación. Los pescadores de Koli llaman a la estatua Mot Mauli, que literalmente significa la Madre Perla o la Madre del Monte. Mot podría ser una corrupción de la palabra indoportuguesa monte para "monte"; Maoli es una palabra marathi-konkani para "madre". Sin embargo, la estatua anterior ahora está restaurada, está consagrada en un lugar de honor en la basílica. Tanto los cristianos hindúes como los Koli (indios orientales de Bombay) visitan este santuario a menudo, lo que convierte al lugar en una característica destacada de la armonía intercomunitaria y el diálogo interreligioso en Bombay.